# Palpitació
Una palpitació és una sensació conscient del batec del cor que tradueix una alteració del pols. L'alteració del pols pot consistir des d'alguns batecs anòmals que passen inadvertidament a un ritme cardíac accelerat, quan l'alteració és important les palpitacions poden anar acompanyades de marejos o dificultat per respirar. Les palpitacions són comuns i ocorren en la majoria de les persones amb cors sans. Les palpitacions sense cardiopatia subjacent es consideren generalment benignes. Els atacs poden durar uns pocs segons o hores i poden ocórrer molt poques vegades, o succeir tots els dies.
Els pacients poden notar palpitacions per una consciència "anormal" o "normal". En el primer cas s'interrompen altres pensaments, mentre que el segon gairebé sempre és causada per una concentració de l'atenció en els mateixos batecs. En general, una palpitació pot ser un dels dos tipus de batecs: per una contracció auricular prematura o per una contracció ventricular prematura.
Les palpitacions poden ser causades per:
- Factors psicofísics: Excés d'exercici, estrès, dolor excessiu, ansietat, pànic[1] o com un símptoma del trastorn de pànic, o la manca d'oxigen (hipòxia).
- Malalties:
  - arrítmies: per cardiopatia, insuficiència cardíaca, estenosi mitral, etc..
  - Altres: disfunció tiroidal (el més freqüent l'hipertiroïdisme), feocromocitoma, malaltia renal, desequilibris electrolítics per magnesi i calci, anèmies, asma.
- Presa de substàncies: adrenalina, alcohol, nicotina, cafeïna, cocaïna, amfetamines i altres drogues.

Gairebé tothom experimenta la consciència de tant en tant del seu cor bategant, però quan es produeix amb freqüència (més de 6 per minut, com a regla general), pot indicar un problema.
Les palpitacions, juntament amb altres símptomes, com sudoració, debilitat, mals de cap freqüents, dolor al pit o marejos, han de ser investigats per un professional mèdic. Quan les palpitacions estan associades amb atacs d'ansietat i pànic, es recomana l'avaluació psicològica.